# Stimulantia (film)
Stimulantia is een Zweedse episodefilm uit 1967.

## Verhaal
Een Zweeds filmproject waar negen verschillende Zweedse regisseurs aan meewerkten. De film bestaat uit acht segmenten die samen een cinematografische lappendeken vormen van inspiratie, invloeden en uitingen uit de Zweedse cinema.

## Rolverdeling
| Acteur               | Personage                 |
| -------------------- | ------------------------- |
| Hans Abramson        | Verteller                 |
| Hans Alfredson       | Jacob Landelius           |
| Harriet Andersson    | Vrouw in hotelkamer       |
| Daniel Bergman       | Zichzelf                  |
| Ingrid Bergman       | Matilda Hartman           |
| Gunnar Björnstrand   | Paul Hartman              |
| Gunnel Broström      | Jeanette Ribbing          |
| Lars Ekborg          | Mijnheer Svensk           |
| Glenna Forster-Jones | Naakt meisje              |
| Lena Granhagen       | Sofi Lundblad             |
| Inga Landgré         | Margareta Svensk          |
| Käbi Laretei         | Zichzelf                  |
| Birgit Nilsson       | Zichzelf                  |
| Hans Olivecrona      | Zoon van Jeanette Ribbing |
| Sven-Bertil Taube    | Man in hotelkamer         |